# 小行星21647
小行星21647（21647 Carlturner）是一颗绕太阳运转的小行星，为主小行星带小行星。该小行星于1999年7月12日发现。

## 轨道参数
小行星21647的轨道半长轴为2.6628064 UA，离心率为0.082。